# Nicetas panamensis
Nicetas panamensis là một loài bướm đêm trong họ Noctuidae.